# Symfonie nr. 32 (Brian)
Havergal Brian werkte aan zijn Symfonie nr. 32 in As majeur van juni tot en met oktober 1968. Het zou niet alleen zijn laatste symfonie zijn, maar ook zijn laatste voltooide compositie. Zijn slechte zicht en hoge leeftijd (hij was 93) weerhield hem van verder componeren.
Voor deze symfonie gebruikt Brian wel de klassieke vierdelige opbouw van een symfonie, maar de delen 1 en 2 en de delen 3 en 4 worden achter elkaar doorgespeeld:
1. Allegretto
2. Adagio
3. Allegro ma non troppo
4. Allegro moderato

Ook dit werk bracht het maar moeilijk naar het publiek. De Havergal Brian Society kent slechts vier uitvoeringen, waarvan er twee door amateurorkesten en twee door beroepsorkesten. De amateurorkesten speelden het met publiek; de beroeps- alleen voor plaatopname.

## Orkestratie
- 3 dwarsfluiten (III ook piccolo), 2 hobo’s, 1 althobo, 2 klarinetten, 1 basklarinet, 3 fagotten (III ook contrafagot)
- 4 hoorns, 3 trompetten, 3 trombones, 1 tuba
- pauken, percussie (van grote trom tot buisklokken), 1 harp
- violen, altviolen, celli, contrabassen

Symfonie nr. 1 "Gotische"  · 2 · 3 · 4 · 5 · 6 · 7 · 8 · 9 · 10 · 11 · 12 · 13 · 14 · 15 · 16 · 17 · 18 · 19 · 20 · 21 · 22 · 23 · 24 · 25 · 26 · 27 · 28 · 29 · 30 · 31 · 32